# Катринари (Сучава)
Катринари (рум. Catrinari) насеље је у Румунији у округу Сучава у општини Паначи. Oпштина се налази на надморској висини од 1233 m.

## Становништво
Према подацима из 2002. године у насељу је живело 73 становника, од којих су сви румунске националности.